# Xanthorhoe calycopis
Xanthorhoe calycopis là một loài bướm đêm trong họ Geometridae.